# 管理
管理（かんり）は、物事や一定の事務を管轄して取り仕切ることである。

## 漢語
漢語「管理」は17世紀ごろに成立したとされ、古い例は清朝初期の1699年に黄六鴻が地方官の心得を著した『福惠全書』まで遡る。同時期の満文と漢文の対訳辞書である『同文彙集』（1693年）や『清文備考』（1722年）に「管理」の語はない。
日本では江戸時代の翻訳小説集『通俗赤縄奇縁』（1761）年に「管理」の語があるが〈クハンリ〉と右ルビ、〈シハイ〉（支配）と左ルビが振られており珍しい漢語であったとみられる。

## 英語
管理を意味する英語は、administration、control、management がある。
administration
ラテン語の administrare に由来し、14世紀に初出が見られる。minister は国政などに仕えることで、統治や運営管理を意味する。
control
中世ラテン語の contrarotulare に由来し、15世紀に初出が見られる。
management
manage はラテン語の manus（手）に由来し、1561年に初出が見られる。手で巧みに扱う、馬を手で御する、を意味する。

## マネジメント
マネジメント（英: management）は、集団や組織の指揮管理を目的とした活動・仕組み・役割である。

### 目的
マネジメントは「方針」「目的」「目的達成のためのプロセス」確立を目指している。方針（英: policy）は「組織全体の意図と方向付け」、目的（英: objective）は「各階層で達成すべき結果」を意味する。マネジメントの目標は「組織全体の指針が明確で、各階層の目的が正しく設定され、実行プロセスが確立した状態」へ、対象を導くことである。

より広い視点の目的として以下が挙げられる。
「従業員が最大限の能力を発揮して多くの給与を得られる職につけ、その結果雇用主が大きな配当を得られる素晴らしい組織を持って永遠に繁栄できるようにする」ことがマネジメントの主目的である。

### 要素
マネジメントは上記を目標とする活動・仕組み・役割である。マネジメントを構成する要素として、組織構造・役割・責任 (responsibilities)・計画策定・運用などが挙げられる。各組織員ごとに責務を定めると、方針決断が明確化され、目標の1つである方針確立の達成が容易となり、マネジメントが機能する。
これら要素を「互いに作用しあう要素群」と見做したものをマネジメントシステム称する。品質をマネジメントするものが品質マネジメントシステムで、ISO 9000で標準化されている。

## 管理を含む概念
- 経営管理論 - 社会学で管理は、組織の目的を効果的かつ能率的に達成するために組織そのものの維持や発展を図ることである。
- 人事管理
- 管理行為 - 民法における管理行為は、財産または物および権利などを消滅させたり、その性質を変更しない範囲内で利用または改良する行為のことをさす。
- 善管注意義務

## 参考資料
- ブリタニカ国際大百科事典(ブリタニカ)
- 法令用語事典（学陽書房、ISBN 4-313-11308-8）